# Freedom Call
I Freedom Call sono un gruppo musicale tedesco power metal, formatosi nel 1998.

## Storia del gruppo

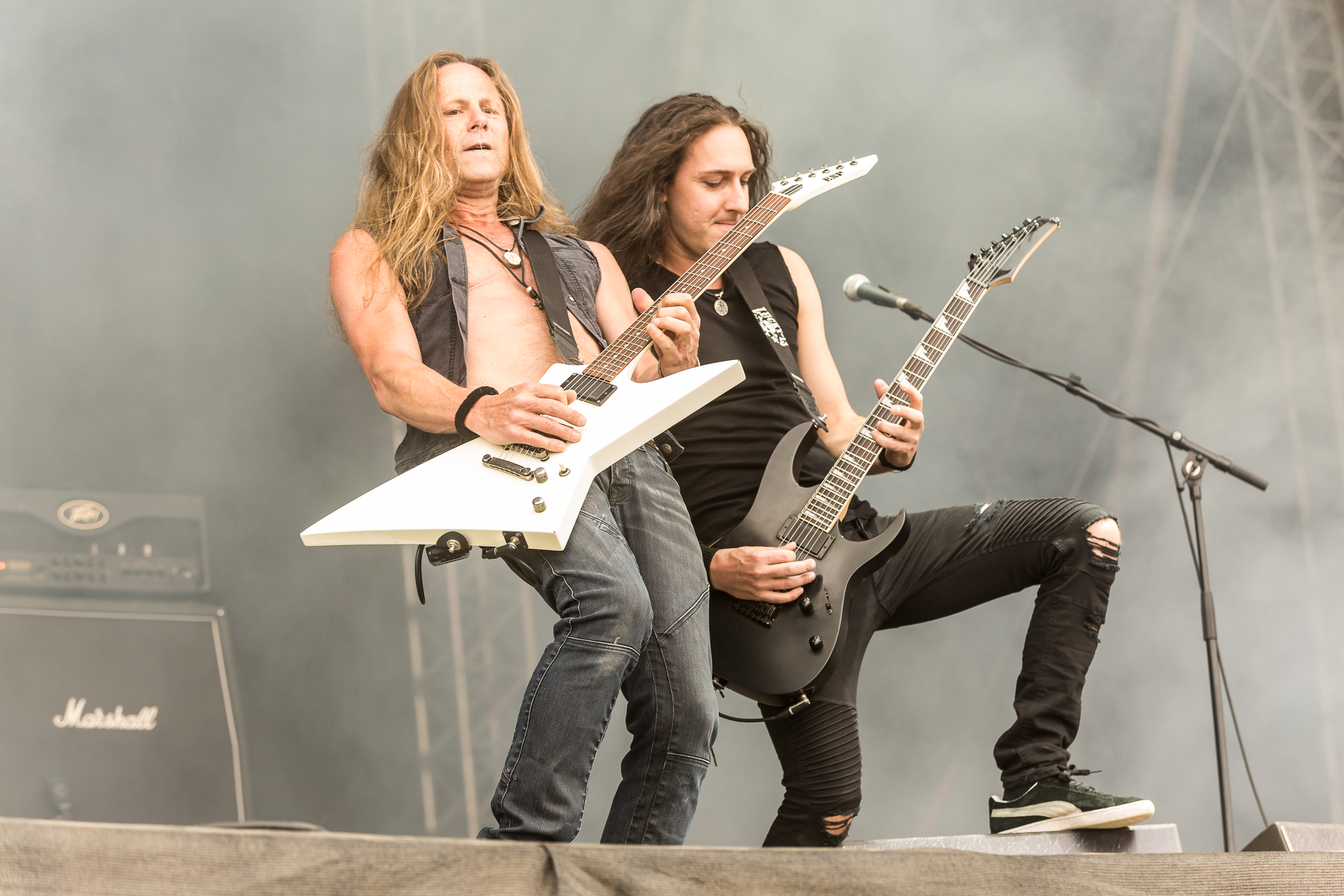
Chris Bay e Lars Rettkowitz al Rockharz Open Air 2019

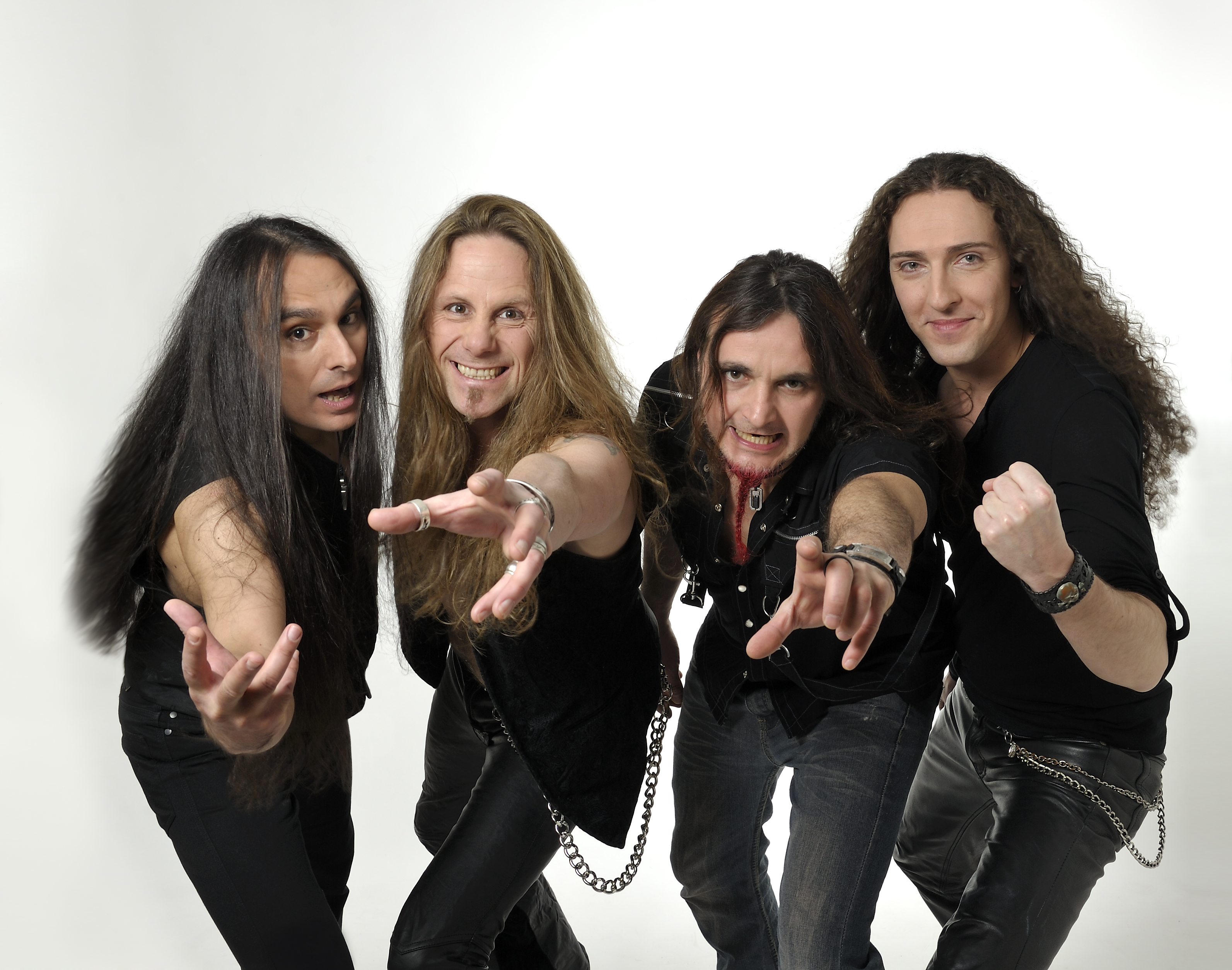
I Freedom Call in una foto promozionale del 2013: da sinistra a destra, Ilker Ersin, Chris Bay, Rami Ali e Lars Rettkowitz

Il gruppo nasce nel 1998 ad opera degli amici Chris Bay e Dan Zimmermann durante un periodo di pausa della band principale di quest'ultimo, i Gamma Ray. I due producono un demo di sei canzoni insieme al noto produttore Charlie Bauerfeind, che mandò la registrazione a parecchie case discografiche.
Allo stesso tempo, il bassista Ilker Ersin e il chitarrista Sascha Gerstner entrano a far parte del gruppo. Chris e Dan videro per la prima volta Sascha agli inizi del 1998 mentre suonava in una cover band, mentre Ilker e Chris avevano suonato insieme nei Moon Doc per alcuni anni.
L'album di debutto, Stairway to Fairyland, venne pubblicato il 7 maggio 1999, ed il 25 dello stesso mese i Freedom Call fecero in Francia la loro prima apparizione dal vivo durante un tour assieme ad Angra ed Edguy. Alla fine di agosto la band cominciò la registrazione dell'EP di 5 tracce chiamato Taragon.
Verso la fine del 1999 venne registrato il secondo album della band, Crystal Empire, che venne poi pubblicato nel 2000.
Nel marzo del 2001 Sascha Gerstner lascia i Freedom Call (sarebbe poi entrato negli Helloween). Il suo posto fu preso da Cedric "Cede" Dupont, il chitarrista svedese dei Symphorce.
A metà gennaio 2002 la nuova formazione comincia a registrare il terzo album di nome Eternity. Dan e Chris furono questa volta gli unici produttori dell'album, dato che Charlie Bauerfeind non era al momento disponibile (si occupò comunque delle registrazioni della batteria e del mixaggio definitivo).
Più tardi, lo stesso anno, furono invitati in tour dai Blind Guardian. Durante questo tour registrarono il loro primo album live dal titolo Live Invasion assieme a Charlie Bauerfind a Düsseldorf, Stoccarda e Monaco. Il tastierista usato dal gruppo in questo tour, Nils Neumann, divenne poi il quinto membro della band.
Dopo una lunga pausa il nuovo album The Circle of Life venne registrato all'Hansen Studio di Amburgo e agli FC Studios di Norimberga tra agosto e ottobre 2004, e pubblicato a marzo 2005.
Poco dopo sia Cede Dupont che Ilker Ersin decisero di lasciare i Freedom Call per motivi non dipendenti l'uno dall'altro e vennero sostituiti da Lars Rettkowitz e Armin Donderer, originari dei Paradox.
Nel 2007 hanno pubblicato il loro quinto album, Dimensions.
A febbraio 2010 è stato messo in commercio il loro sesto lavoro, Legend of the Shadowking.
Nel maggio del 2011 pubblicano il loro primo DVD Live in Hellvetia con il nuovo batterista Klaus Sperling.
Quasi un anno dopo, nel febbraio del 2012 esce il loro settimo album Land of the Crimson Dawn.
Nell'aprile del 2013 esce la raccolta Ages of Light con la contemporanea separazione dal gruppo del batterista Klaus Sperling e l'ingresso di Ramy Ali.
Forti del nuovo ingresso e del ritorno del bassista Ilker Ersin, la band sforna l'ottavo album Beyond.
Con questi due (quasi) nuovi componenti, la band nell'aprile del 2015 pubblica la riedizione di Eternity dal titolo Eternity 666 Weeks Beyond Eternity.
Nel novembre 2016 viene pubblicato il nono album della band Master of Light in cui viene sottolineato il concetto del "Metal è per Tutti" con la canzone Metal is for Everyone.
Il video della canzone viene registrato coinvolgendo direttamente i fan da ogni parte del mondo in mini videoclip per ribadire il concetto che il metal è davvero per tutti.
Nel 2017 e nel 2018 i teutonici fondatori dell'happy metal girano per tutta Europa, e perfino in Giappone, portando la loro contagiosa allegria in ogni latitudine.
Nell'aprile del 2019 tramite un comunicato stampa sul sito e sui social del gruppo vengono annunciati i nuovi membri, in quanto il batterista Ramy Ali e il bassista Ilker Ersin lasciano la band.
Il nuovo bassista è Francesco Ferraro (Vexillum) mentre il nuovo batterista è Timmi Breideband (Ex-At Vence, Ex-Bonfire).
L'8 maggio 2019, con un video su YouTube, la band comunica che il 23 agosto uscirà il decimo album dal titolo M.E.T.A.L.
Il 10 Maggio 2024 esce Silver Romance, col ritorno di Rami Aly alla batteria. Per la prima volta in 25 anni, Chris Bay non è l'unico autore di tutte le canzoni. 5 di esse sono infatti composte dal chitarrista Lars Rettkowitz. Il CD segna un parziale ritorno alle sonorità dei primi 3 CD.

## Formazione

### Formazione attuale
- Chris Bay - voce e chitarra
- Lars Rettkowitz - chitarra
- Francesco Ferraro - basso
- Timmi Breideband - batteria

### Ex componenti
- Sascha Gerstner – chitarra (1998–2001)
- Cédric "Cede" Dupont – chitarra (2001–2005)
- Ilker Ersin – basso (1998–2005, 2013–2018)
- Armin Donderer – basso (2005–2009)
- Samy Saemann – basso (2009–2013)
- Dan Zimmermann – batteria (1998–2010)
- Klaus Sperling – batteria (2010–2013)
- Ramy Ali – batteria (2013–2018)
- Nils Neumann - tastiere (2004-2005)

## Discografia

### Album in studio
- 1999 - Stairway to Fairyland
- 2001 - Crystal Empire
- 2002 - Eternity
- 2005 - The Circle of Life
- 2007 - Dimensions
- 2010 - Legend of the Shadowking
- 2012 - Land of the Crimson Dawn
- 2014 - Beyond
- 2016 - Master of Light
- 2019 - M.E.T.A.L.
- 2024 - Silver Romance

### EP
- 1999 - Taragon

### Demo
- 1998 - Freedom Call

### Album live
- 2004 - Live Invasion
- 2011 - Live in Hellvetia

### Singoli
- 2001 - Silent Empire